# Apalaí jezik
Apalaí jezik (ISO 639-3: apy), jezik indijanskog plemena Apalai koji se govori na rijeci rio Paru Leste u brazilskoj državi Pará i manjim skupinama na rijekama Jari i Citare. Pripada karipskoj porodici, podskupini wayana-trio. 
450 govornika (1993 SIL) u 20 sela, od čega 100 monolingualnih. Većina ih govori i jezikom wayana [way]. Pismo: latinica.

## Vanjske poveznice
- Ethnologue (14th)
- Ethnologue (15th)